# Реденхолл-уит-Харлстон
Реденхолл-уит-Харлстон (англ. Redenhall with Harleston) — город и приход на юге графства Норфолк (Англия). Относится к неметрополитенскому району Саут-Норфолк. В него входят два поселения Реденхолл и Харлстон. На 2016 год в городе проживало 4890 человек.

## Географическое положение
Реденхолл-уит-Харлстон находится на реке Уэйвени на юге графства Норфолк вблизи границы с Суффолком. Через него проходит железная дорога Уовени-Валли.

## История
Деревня Реденхолл упоминается в книге Судного дня как часть земель короля. Харлстон имел хартию рыночного города с 1259 года. Реденхолл был приходом, большая часть которого принадлежала мистеру Холмсу на 1861 год, кроме города Харлстон — собственности графа Норфолка. В приходе находилось две англиканские церкви. В центре города находится церковь Иоанна Крестителя (закончена в 1872 году). Первой церковью прихода была средневековая церковь Вознесения Девы Марии.

## Население
На 2016 год население города составляло 4890 человек. Из них 48,1 % мужчин и 51,9 % женщин. Распределение по возрасту было следующим: 19,2 % младше 18 лет, 52,9 % — от 18 до 64 лет, 27,9 % — старше 65 лет. 98,6 % населения города были белыми, 0,5 % имел азиатское происхождение.
Динамика численности населения для прихода:
| 1801 | 1811 | 1821 | 1831 | 1841 | 1851 | 1881 | 1891 | 1901 | 1911 | 1921 | 1931 | 1951 | 1961 | 2001 | 2011 | 2016 |
| ---- | ---- | ---- | ---- | ---- | ---- | ---- | ---- | ---- | ---- | ---- | ---- | ---- | ---- | ---- | ---- | ---- |
| 1459 | 1516 | 1641 | 1784 | 1662 | 1795 | 1731 | 2003 | 2001 | 1882 | 1789 | 1645 | 1709 | 1809 | 3899 | 4458 | 4890 |

Динамика численности населения для города Харлстон:
| 1801 | 1811 | 1821 | 1831 | 1841 | 1851 | 1861 | 1871 | 1881 | 1891 | 1901 | 1911 |
| ---- | ---- | ---- | ---- | ---- | ---- | ---- | ---- | ---- | ---- | ---- | ---- |
| 4891 | 5167 | 5777 | 6073 | 5973 | 6056 | 5922 | 5655 | 5568 | 5726 | 9624 | 8506 |